# Catalansche Vermutung
Die catalansche Vermutung ist ein Satz aus dem mathematischen Teilgebiet der Zahlentheorie. Sie geht von der Beobachtung aus, dass man außer den Potenzen {\displaystyle 2^{3}=8} und {\displaystyle 3^{2}=9} keine weiteren ganzzahligen Potenzen kennt, die sich um genau 1 unterscheiden. Eugène Charles Catalan stellte 1844 die nach ihm benannte catalansche Vermutung auf, wonach es keine weiteren echten Potenzen mit dieser Eigenschaft gibt:
Die einzige ganzzahlige Lösung der Gleichung {\displaystyle x^{p}-y^{q}=1} mit {\displaystyle x,p,y,q>1} lautet {\displaystyle x=3}, {\displaystyle p=2}, {\displaystyle y=2} und {\displaystyle q=3}.
Erst nach über 150 Jahren wurde diese Vermutung 2002 von Preda Mihăilescu bewiesen.

## Geschichte
Schon vor Catalan beschäftigte man sich mit verwandten Problemen. Um 1320 bewies Levi ben Gershon:
Wenn Potenzen von 2 und 3 sich um 1 unterscheiden, dann sind 8 und 9 die einzigen Lösungen.
Leonhard Euler (1707–1783) zeigte, dass es für {\displaystyle a^{2}-b^{3}=1} nur die Lösung {\displaystyle a=3} und {\displaystyle b=2} gibt.
Catalans Vermutung verallgemeinert Eulers Gleichung auf allgemeine Potenzen. Seine Vermutung wurde 1844 im Journal für die reine und angewandte Mathematik als Leserbrief veröffentlicht.
Später fand man einige Teilergebnisse für den Fall, dass Catalans Behauptung nicht zutrifft, d. h., dass es weitere nichttriviale Lösungen der Gleichung gibt.
So bewies 1976 Robert Tijdeman den Satz von Tijdeman, demzufolge höchstens endlich viele ganzzahlige Lösungen der catalanschen Gleichung existieren können.
1998 zeigte Ray Steiner folgende Eigenschaft für eine mögliche Lösung:
Entweder {\displaystyle p} und {\displaystyle q} erfüllen gewisse Teilbarkeitsbedingungen (class number condition) oder {\displaystyle p} und {\displaystyle q} sind doppelte Wieferich-Primzahlen, d. h., sie genügen der Bedingung
{\displaystyle p^{q-1}\equiv 1\ {\rm {mod}}\ q^{2}} und {\displaystyle q^{p-1}\equiv 1\ {\rm {mod}}\ p^{2}}
Maurice Mignotte gab im Jahr 2000 eine obere Grenze für Lösungen {\displaystyle q} und {\displaystyle p} an:
{\displaystyle q<7{,}15\cdot 10^{11},\ p<7{,}78\cdot 10^{16}}
Im April 2002 gelang dem damals an der Universität Paderborn beschäftigten Preda Mihăilescu schließlich der Beweis der catalanschen Vermutung, womit diese den Status eines mathematischen Satzes erhielt.

## Verallgemeinerung
Man kann die mittlerweile bewiesene catalansche Vermutung erweitern, indem man die Gleichung
{\displaystyle x^{p}-y^{q}=n}  mit natürlichen {\displaystyle x,y>0,\;p,q,n>1}
betrachtet. Es wird vermutet, dass auch diese Gleichung für jede gegebene natürliche Zahl {\displaystyle n\in \mathbb {N} ^{+}} nur endlich viele Lösungen mit {\displaystyle x,y>0,\;p,q>1} hat, das heißt, dass es nur endlich viele Paare ganzzahliger Potenzen gibt, deren Differenz jeweils {\displaystyle n} ist.
Die folgende Liste gibt bis {\displaystyle n\leq 115} alle Lösungen dieser Gleichung an, wobei {\displaystyle x^{p},y^{q}<2^{64}\approx 1{,}84\cdot 10^{19}} ist. Der größte dabei auftretende Wert für {\displaystyle y^{q}} ist {\displaystyle 542\,939\,080\,312\;(\approx 5{,}43\cdot 10^{11})} in {\displaystyle 736844^{2}-8158^{3}=24}, im Bereich von {\displaystyle 5{,}43\cdot 10^{11}} bis {\displaystyle 2^{64}-1\approx 1{,}84\cdot 10^{19}} sind für {\displaystyle n\leq 206} keine weiteren Lösungen zu finden.
Hinweis zur Anzahl der Lösungen
Angegeben ist die Anzahl der Lösungen {\displaystyle x^{p},y^{q}}, d. h. der Werte der Potenzen. Wenn {\displaystyle p} und/oder {\displaystyle q} keine Primzahlen sind, sind für die Werte {\displaystyle x^{p},y^{q}} verschiedene Potenz-Zerlegungen möglich, z. B. für {\displaystyle n=17}:
- Die fünf Lösungen {\displaystyle 5^{2}-2^{3}=17,\;7^{2}-2^{5}=17,\;282^{2}-43^{3}=17,\;375^{2}-52^{3}=17,\;378661^{2}-5234^{3}=17} haben Primfaktoren als Exponenten, damit sind das fünf Einfachlösungen.
- Die Lösung {\displaystyle 23^{2}-2^{9}=17} hat {\displaystyle q=3\cdot 3} als Exponenten, das erlaubt {\displaystyle \sigma _{0}(q)-1=2} verschiedene Darstellungen für {\displaystyle 512=2^{9}=8^{3}}. Daher ist dies eine Doppellösung, bezogen auf die Werte von {\displaystyle x,y,p,q}.
- Die Lösung {\displaystyle 3^{4}-2^{6}=17} hat {\displaystyle p=2\cdot 2} und {\displaystyle q=2\cdot 3} als Exponenten, das erlaubt {\displaystyle \sigma _{0}(p)-1=2} verschiedene Darstellungen für {\displaystyle 81=3^{4}=9^{2}} und {\displaystyle \sigma _{0}(q)-1=3} verschiedene Darstellungen für {\displaystyle 64=2^{6}=4^{3}=8^{2}}. Daher ist dies eine Sechsfachlösung, bezogen auf die Werte von {\displaystyle x,y,p,q}.
- Insgesamt sind dies dann fünf Einfachlösungen, eine Doppellösung und eine Sechsfachlösung, insgesamt zwölf Lösungen bezogen auf die Werte von {\displaystyle x,y,p,q}:

{\displaystyle (5,2,2,3),\ (7,2,2,5),\ (282,43,2,3),\ (375,52,2,3),\ (378661,5234,2,2)}, {\displaystyle (23,2,2,9),\ (32,8,2,3)} und {\displaystyle (3,2,4,6),\ (3,4,4,3),\ (3,8,4,2),\ (9,2,2,6),\ (9,4,2,3),\ (9,8,2,2)}
| {\displaystyle n} | Anz. der Lsg.              | {\displaystyle x^{p}-y^{q}=n} (als Potenz) | {\displaystyle y^{q}} (als Zahl) |
| ----------------- | -------------------------- | --- | --- |
| 1                 | 1                          | {\displaystyle 3^{2}-2^{3}=1} | {\displaystyle 8} |
| 2                 | 1                          | {\displaystyle 3^{3}-5^{2}=2} | {\displaystyle 25} |
| 3                 | 2                          | {\displaystyle 2^{2}-1^{q}=3} {\displaystyle 2^{7}-5^{3}=3} | {\displaystyle 1} {\displaystyle 125} |
| 4                 | 3                          | {\displaystyle 2^{3}-2^{2}=4} {\displaystyle 6^{2}-2^{5}=4} {\displaystyle 5^{3}-11^{2}=4} | {\displaystyle 4} {\displaystyle 32} {\displaystyle 121}                                                                                              |
| 5                 | 2                          | {\displaystyle 3^{2}-2^{2}=5} {\displaystyle 2^{5}-3^{3}=5} | {\displaystyle 4} {\displaystyle 27} |
| 6                 | Es existiert keine Lösung. | Es existiert keine Lösung. | Es existiert keine Lösung. |
| 7                 | 5                          | {\displaystyle 2^{3}-1^{q}=7} {\displaystyle 2^{4}-3^{2}=7} {\displaystyle 2^{5}-5^{2}=7} {\displaystyle 2^{7}-11^{2}=7} {\displaystyle 2^{15}-181^{2}=7}                                                                               | {\displaystyle 1} {\displaystyle 9} {\displaystyle 25} {\displaystyle 121} {\displaystyle 32761}                                                      |
| 8                 | 3                          | {\displaystyle 3^{2}-1^{q}=8} {\displaystyle 2^{4}-2^{3}=8} {\displaystyle 312^{2}-46^{3}=8} | {\displaystyle 1} {\displaystyle 8} {\displaystyle 97336}                                                                                             |
| 9                 | 4                          | {\displaystyle 5^{2}-2^{4}=9} {\displaystyle 6^{2}-3^{3}=9} {\displaystyle 15^{2}-6^{3}=9} {\displaystyle 253^{2}-40^{3}=9} | {\displaystyle 16} {\displaystyle 27} {\displaystyle 216} {\displaystyle 64000}                                                                       |
| 10                | 1                          | {\displaystyle 13^{3}-3^{7}=10} | {\displaystyle 2187} |
| 11                | 4                          | {\displaystyle 3^{3}-2^{4}=11} {\displaystyle 6^{2}-5^{2}=11} {\displaystyle 56^{2}-5^{5}=11} {\displaystyle 15^{3}-58^{2}=11} | {\displaystyle 16} {\displaystyle 25} {\displaystyle 3125} {\displaystyle 3364}                                                                       |
| 12                | 2                          | {\displaystyle 2^{4}-2^{2}=12} {\displaystyle 47^{2}-13^{3}=12} | {\displaystyle 4} {\displaystyle 2197} |
| 13                | 3                          | {\displaystyle 7^{2}-6^{2}=13} {\displaystyle 2^{8}-3^{5}=13} {\displaystyle 17^{3}-70^{2}=13} | {\displaystyle 36} {\displaystyle 243} {\displaystyle 4900}                                                                                           |
| 14                | Es existiert keine Lösung. | Es existiert keine Lösung. | Es existiert keine Lösung. |
| 15                | 3                          | {\displaystyle 2^{4}-1^{q}=15} {\displaystyle 2^{6}-7^{2}=15} {\displaystyle 1138^{2}-109^{3}=15} | {\displaystyle 1} {\displaystyle 49} {\displaystyle 1295029}                                                                                          |
| 16                | 3                          | {\displaystyle 5^{2}-3^{2}=16} {\displaystyle 2^{5}-2^{4}=16} {\displaystyle 12^{2}-2^{7}=16} | {\displaystyle 9} {\displaystyle 16} {\displaystyle 128}                                                                                              |
| 17                | 7                          | {\displaystyle 5^{2}-2^{3}=17} {\displaystyle 7^{2}-2^{5}=17} {\displaystyle 3^{4}-2^{6}=17} {\displaystyle 23^{2}-2^{9}=17} {\displaystyle 282^{2}-43^{3}=17} {\displaystyle 375^{2}-52^{3}=17} {\displaystyle 378661^{2}-5234^{3}=17} | {\displaystyle 8} {\displaystyle 32} {\displaystyle 64} {\displaystyle 512} {\displaystyle 79507} {\displaystyle 140608} {\displaystyle 143384152904} |
| 18                | 3                          | {\displaystyle 3^{3}-3^{2}=18} {\displaystyle 3^{5}-15^{2}=18} {\displaystyle 19^{2}-7^{3}=18} | {\displaystyle 9} {\displaystyle 225} {\displaystyle 343}                                                                                             |
| 19                | 5                          | {\displaystyle 3^{3}-2^{3}=19} {\displaystyle 10^{2}-3^{4}=19} {\displaystyle 12^{2}-5^{3}=19} {\displaystyle 7^{3}-18^{2}=19} {\displaystyle 55^{5}-22434^{2}=19}                                                                      | {\displaystyle 8} {\displaystyle 81} {\displaystyle 125} {\displaystyle 324} {\displaystyle 503284356}                                                |
| 20                | 2                          | {\displaystyle 6^{2}-2^{4}=20} {\displaystyle 6^{3}-14^{2}=20} | {\displaystyle 16} {\displaystyle 196} |

| {\displaystyle n} | Anz. der Lsg.              | {\displaystyle x^{p}-y^{q}=n} (als Potenz) | {\displaystyle y^{q}} (als Zahl) |
| ----------------- | -------------------------- | --- | --- |
| 21                | 2                          | {\displaystyle 5^{2}-2^{2}=21} {\displaystyle 11^{2}-10^{2}=21} | {\displaystyle 4} {\displaystyle 100} |
| 22                | 2                          | {\displaystyle 7^{2}-3^{3}=22} {\displaystyle 47^{2}-3^{7}=22} | {\displaystyle 27} {\displaystyle 2187} |
| 23                | 4                          | {\displaystyle 3^{3}-2^{2}=23} {\displaystyle 2^{5}-3^{2}=23} {\displaystyle 12^{2}-11^{2}=23} {\displaystyle 2^{11}-45^{2}=23}                                                                                                 | {\displaystyle 4} {\displaystyle 9} {\displaystyle 121} {\displaystyle 2025}                                                                |
| 24                | 5                          | {\displaystyle 5^{2}-1^{q}=24} {\displaystyle 2^{5}-2^{3}=24} {\displaystyle 7^{2}-5^{2}=24} {\displaystyle 2^{10}-10^{3}=24} {\displaystyle 736844^{2}-8158^{3}=24}                                                            | {\displaystyle 1} {\displaystyle 8} {\displaystyle 25} {\displaystyle 1000} {\displaystyle 542939080312}                                    |
| 25                | 2                          | {\displaystyle 5^{3}-10^{2}=25} {\displaystyle 13^{2}-12^{2}=25} | {\displaystyle 100} {\displaystyle 144} |
| 26                | 3                          | {\displaystyle 3^{3}-1^{q}=26} {\displaystyle 35^{3}-207^{2}=26} {\displaystyle 2537^{2}-23^{5}=26} | {\displaystyle 1} {\displaystyle 42849} {\displaystyle 6436343}                                                                             |
| 27                | 3                          | {\displaystyle 6^{2}-3^{2}=27} {\displaystyle 14^{2}-13^{2}=27} {\displaystyle 3^{5}-6^{3}=27} | {\displaystyle 9} {\displaystyle 169} {\displaystyle 216}                                                                                   |
| 28                | 7                          | {\displaystyle 2^{5}-2^{2}=28} {\displaystyle 6^{2}-2^{3}=28} {\displaystyle 2^{6}-6^{2}=28} {\displaystyle 2^{7}-10^{2}=28} {\displaystyle 2^{9}-22^{2}=28} {\displaystyle 37^{3}-15^{4}=28} {\displaystyle 2^{17}-362^{2}=28} | {\displaystyle 4} {\displaystyle 8} {\displaystyle 36} {\displaystyle 100} {\displaystyle 484} {\displaystyle 50625} {\displaystyle 131044} |
| 29                | 1                          | {\displaystyle 15^{2}-14^{2}=29} | {\displaystyle 196} |
| 30                | 1                          | {\displaystyle 83^{2}-19^{3}=30} | {\displaystyle 6859} |
| 31                | 2                          | {\displaystyle 2^{5}-1^{q}=31} {\displaystyle 2^{8}-15^{2}=31} | {\displaystyle 1} {\displaystyle 225} |
| 32                | 4                          | {\displaystyle 6^{2}-2^{2}=32} {\displaystyle 2^{6}-2^{5}=32} {\displaystyle 3^{4}-7^{2}=32} {\displaystyle 6^{5}-88^{2}=32} | {\displaystyle 4} {\displaystyle 32} {\displaystyle 49} {\displaystyle 7744}                                                                |
| 33                | 2                          | {\displaystyle 7^{2}-2^{4}=33} {\displaystyle 17^{2}-2^{8}=33} | {\displaystyle 16} {\displaystyle 256} |
| 34                | Es existiert keine Lösung. | Es existiert keine Lösung. | Es existiert keine Lösung. |
| 35                | 3                          | {\displaystyle 6^{2}-1^{q}=35} {\displaystyle 18^{2}-17^{2}=35} {\displaystyle 11^{3}-6^{4}=35} | {\displaystyle 1} {\displaystyle 289} {\displaystyle 1296}                                                                                  |
| 36                | 2                          | {\displaystyle 10^{2}-2^{6}=36} {\displaystyle 42^{2}-12^{3}=36} | {\displaystyle 64} {\displaystyle 1728} |
| 37                | 3                          | {\displaystyle 2^{6}-3^{3}=37} {\displaystyle 19^{2}-18^{2}=37} {\displaystyle 3788^{2}-3^{15}=37} | {\displaystyle 27} {\displaystyle 324} {\displaystyle 14348907}                                                                             |
| 38                | 1                          | {\displaystyle 37^{2}-11^{3}=38} | {\displaystyle 1331} |
| 39                | 4                          | {\displaystyle 2^{6}-5^{2}=39} {\displaystyle 20^{2}-19^{2}=39} {\displaystyle 10^{3}-31^{2}=39} {\displaystyle 22^{3}-103^{2}=39}                                                                                              | {\displaystyle 25} {\displaystyle 361} {\displaystyle 961} {\displaystyle 10609}                                                            |
| 40                | 4                          | {\displaystyle 7^{2}-3^{2}=40} {\displaystyle 11^{2}-3^{4}=40} {\displaystyle 2^{8}-6^{3}=40} {\displaystyle 14^{3}-52^{2}=40}                                                                                                  | {\displaystyle 9} {\displaystyle 81} {\displaystyle 216} {\displaystyle 2704}                                                               |

| {\displaystyle n} | Anz. der Lsg.              | {\displaystyle x^{p}-y^{q}=n} (als Potenz) | {\displaystyle y^{q}} (als Zahl)                                                                                           |
| ----------------- | -------------------------- | --- | --- |
| 41                | 3                          | {\displaystyle 7^{2}-2^{3}=41} {\displaystyle 13^{2}-2^{7}=41} {\displaystyle 21^{2}-20^{2}=41} | {\displaystyle 8} {\displaystyle 128} {\displaystyle 400}                                                                  |
| 42                | Es existiert keine Lösung. | Es existiert keine Lösung. | Es existiert keine Lösung.                                                                                                 |
| 43                | 1                          | {\displaystyle 22^{2}-21^{2}=43} | {\displaystyle 441} |
| 44                | 3                          | {\displaystyle 5^{3}-3^{4}=44} {\displaystyle 12^{2}-10^{2}=44} {\displaystyle 13^{2}-5^{3}=44} | {\displaystyle 81} {\displaystyle 100} {\displaystyle 125}                                                                 |
| 45                | 4                          | {\displaystyle 7^{2}-2^{2}=45} {\displaystyle 3^{4}-6^{2}=45} {\displaystyle 23^{2}-22^{2}=45} {\displaystyle 21^{3}-96^{2}=45}                                                                    | {\displaystyle 4} {\displaystyle 36} {\displaystyle 484} {\displaystyle 9216}                                              |
| 46                | 1                          | {\displaystyle 17^{2}-3^{5}=46} | {\displaystyle 243} |
| 47                | 6                          | {\displaystyle 2^{7}-3^{4}=47} {\displaystyle 6^{3}-13^{2}=47} {\displaystyle 3^{5}-14^{2}=47} {\displaystyle 24^{2}-23^{2}=47} {\displaystyle 12^{3}-41^{2}=47} {\displaystyle 63^{3}-500^{2}=47} | {\displaystyle 81} {\displaystyle 169} {\displaystyle 196} {\displaystyle 529} {\displaystyle 1681} {\displaystyle 250000} |
| 48                | 4                          | {\displaystyle 7^{2}-1^{q}=48} {\displaystyle 2^{6}-2^{4}=48} {\displaystyle 13^{2}-11^{2}=48} {\displaystyle 28^{3}-148^{2}=48}                                                                   | {\displaystyle 1} {\displaystyle 16} {\displaystyle 121} {\displaystyle 21904}                                             |
| 49                | 3                          | {\displaystyle 3^{4}-2^{5}=49} {\displaystyle 5^{4}-24^{2}=49} {\displaystyle 65^{3}-524^{2}=49}                                                                                                   | {\displaystyle 32} {\displaystyle 576} {\displaystyle 274576}                                                              |
| 50                | Es existiert keine Lösung. | Es existiert keine Lösung. | Es existiert keine Lösung.                                                                                                 |
| 51                | 2                          | {\displaystyle 10^{2}-7^{2}=51} {\displaystyle 26^{2}-5^{4}=51} | {\displaystyle 49} {\displaystyle 625}                                                                                     |
| 52                | 1                          | {\displaystyle 14^{2}-12^{2}=52} | {\displaystyle 144} |
| 53                | 2                          | {\displaystyle 3^{6}-26^{2}=53} {\displaystyle 29^{3}-156^{2}=53} | {\displaystyle 676} {\displaystyle 24336}                                                                                  |
| 54                | 2                          | {\displaystyle 3^{4}-3^{3}=54} {\displaystyle 7^{3}-17^{2}=54} | {\displaystyle 27} {\displaystyle 289}                                                                                     |
| 55                | 3                          | {\displaystyle 2^{6}-3^{2}=55} {\displaystyle 28^{2}-3^{6}=55} {\displaystyle 56^{3}-419^{2}=55}                                                                                                   | {\displaystyle 9} {\displaystyle 729} {\displaystyle 175561}                                                               |
| 56                | 4                          | {\displaystyle 2^{6}-2^{3}=56} {\displaystyle 3^{4}-5^{2}=56} {\displaystyle 15^{2}-13^{2}=56} {\displaystyle 18^{3}-76^{2}=56}                                                                    | {\displaystyle 8} {\displaystyle 25} {\displaystyle 169} {\displaystyle 5776}                                              |
| 57                | 3                          | {\displaystyle 11^{2}-2^{6}=57} {\displaystyle 20^{2}-7^{3}=57} {\displaystyle 29^{2}-28^{2}=57}                                                                                                   | {\displaystyle 64} {\displaystyle 343} {\displaystyle 784}                                                                 |
| 58                | Es existiert keine Lösung. | Es existiert keine Lösung. | Es existiert keine Lösung.                                                                                                 |
| 59                | 1                          | {\displaystyle 30^{2}-29^{2}=59} | {\displaystyle 841} |
| 60                | 4                          | {\displaystyle 2^{6}-2^{2}=60} {\displaystyle 2^{8}-14^{2}=60} {\displaystyle 136^{3}-1586^{2}=60} {\displaystyle 76^{5}-50354^{2}=60}                                                             | {\displaystyle 4} {\displaystyle 196} {\displaystyle 2515396} {\displaystyle 2535525316}                                   |
| 61                | 2                          | {\displaystyle 5^{3}-2^{6}=61} {\displaystyle 31^{2}-30^{2}=61} | {\displaystyle 64} {\displaystyle 900}                                                                                     |
| 62                | Es existiert keine Lösung. | Es existiert keine Lösung. | Es existiert keine Lösung.                                                                                                 |

| {\displaystyle n} | Anz. der Lsg.              | {\displaystyle x^{p}-y^{q}=n} (als Potenz) | {\displaystyle y^{q}} (als Zahl)                                                                                              |
| ----------------- | -------------------------- | --- | --- |
| 63                | 4                          | {\displaystyle 2^{6}-1^{q}=63} {\displaystyle 12^{2}-3^{4}=63} {\displaystyle 2^{10}-31^{2}=63} {\displaystyle 568^{3}-13537^{2}=63}                                                                 | {\displaystyle 1} {\displaystyle 81} {\displaystyle 961} {\displaystyle 183250369}                                            |
| 64                | 4                          | {\displaystyle 10^{2}-6^{2}=64} {\displaystyle 2^{7}-2^{6}=64} {\displaystyle 17^{2}-15^{2}=64} {\displaystyle 24^{2}-2^{9}=64}                                                                      | {\displaystyle 36} {\displaystyle 64} {\displaystyle 225} {\displaystyle 512}                                                 |
| 65                | 4                          | {\displaystyle 3^{4}-2^{4}=65} {\displaystyle 33^{2}-2^{10}=65} {\displaystyle 53^{2}-14^{3}=65} {\displaystyle 14113^{2}-584^{3}=65}                                                                | {\displaystyle 16} {\displaystyle 1024} {\displaystyle 2744} {\displaystyle 199176704}                                        |
| 66                | Es existiert keine Lösung. | Es existiert keine Lösung. | Es existiert keine Lösung. |
| 67                | 2                          | {\displaystyle 34^{2}-33^{2}=67} {\displaystyle 23^{3}-110^{2}=67} | {\displaystyle 1089} {\displaystyle 12100}                                                                                    |
| 68                | 5                          | {\displaystyle 10^{2}-2^{5}=68} {\displaystyle 14^{2}-2^{7}=68} {\displaystyle 18^{2}-2^{8}=68} {\displaystyle 46^{2}-2^{11}=68} {\displaystyle 1874^{2}-152^{3}=68}                                 | {\displaystyle 32} {\displaystyle 128} {\displaystyle 256} {\displaystyle 2048} {\displaystyle 3511808}                       |
| 69                | 2                          | {\displaystyle 13^{2}-10^{2}=69} {\displaystyle 35^{2}-34^{2}=69} | {\displaystyle 100} {\displaystyle 1156}                                                                                      |
| 70                | Es existiert keine Lösung. | Es existiert keine Lösung. | Es existiert keine Lösung. |
| 71                | 4                          | {\displaystyle 14^{2}-5^{3}=71} {\displaystyle 2^{9}-21^{2}=71} {\displaystyle 6^{4}-35^{2}=71} {\displaystyle 3^{7}-46^{2}=71}                                                                      | {\displaystyle 125} {\displaystyle 441} {\displaystyle 1225} {\displaystyle 2116}                                             |
| 72                | 4                          | {\displaystyle 3^{4}-3^{2}=72} {\displaystyle 11^{2}-7^{2}=72} {\displaystyle 6^{3}-12^{2}=72} {\displaystyle 19^{2}-17^{2}=72}                                                                      | {\displaystyle 9} {\displaystyle 49} {\displaystyle 144} {\displaystyle 289}                                                  |
| 73                | 6                          | {\displaystyle 3^{4}-2^{3}=73} {\displaystyle 10^{2}-3^{3}=73} {\displaystyle 17^{2}-6^{3}=73} {\displaystyle 37^{2}-6^{4}=73} {\displaystyle 611^{2}-72^{3}=73} {\displaystyle 6717^{2}-356^{3}=73} | {\displaystyle 8} {\displaystyle 27} {\displaystyle 216} {\displaystyle 1296} {\displaystyle 373248} {\displaystyle 45118016} |
| 74                | 2                          | {\displaystyle 3^{5}-13^{2}=74} {\displaystyle 99^{3}-985^{2}=74} | {\displaystyle 169} {\displaystyle 970225}                                                                                    |
| 75                | 3                          | {\displaystyle 10^{2}-5^{2}=75} {\displaystyle 14^{2}-11^{2}=75} {\displaystyle 38^{2}-37^{2}=75} | {\displaystyle 25} {\displaystyle 121} {\displaystyle 1369}                                                                   |
| 76                | 3                          | {\displaystyle 5^{3}-7^{2}=76} {\displaystyle 20^{2}-18^{2}=76} {\displaystyle 101^{3}-1015^{2}=76}                                                                                                  | {\displaystyle 49} {\displaystyle 324} {\displaystyle 1030225}                                                                |
| 77                | 2                          | {\displaystyle 3^{4}-2^{2}=77} {\displaystyle 39^{2}-38^{2}=77} | {\displaystyle 4} {\displaystyle 1444}                                                                                        |
| 78                | Es existiert keine Lösung. | Es existiert keine Lösung. | Es existiert keine Lösung. |
| 79                | 4                          | {\displaystyle 2^{7}-7^{2}=79} {\displaystyle 40^{2}-39^{2}=79} {\displaystyle 20^{3}-89^{2}=79} {\displaystyle 302^{2}-45^{3}=79}                                                                   | {\displaystyle 49} {\displaystyle 1521} {\displaystyle 7921} {\displaystyle 91125}                                            |
| 80                | 4                          | {\displaystyle 3^{4}-1^{q}=80} {\displaystyle 12^{2}-2^{6}=80} {\displaystyle 21^{2}-19^{2}=80} {\displaystyle 292^{2}-44^{3}=80}                                                                    | {\displaystyle 1} {\displaystyle 64} {\displaystyle 361} {\displaystyle 85184}                                                |

| {\displaystyle n} | Anz. der Lsg.              | {\displaystyle x^{p}-y^{q}=n} (als Potenz) | {\displaystyle y^{q}} (als Zahl)                                                                                            |
| ----------------- | -------------------------- | --- | --- |
| 81                | 4                          | {\displaystyle 15^{2}-12^{2}=81} {\displaystyle 18^{2}-3^{5}=81} {\displaystyle 41^{2}-40^{2}=81} {\displaystyle 13^{3}-46^{2}=81}                                                                  | {\displaystyle 144} {\displaystyle 243} {\displaystyle 1600} {\displaystyle 2116}                                           |
| 82                | Es existiert keine Lösung. | Es existiert keine Lösung. | Es existiert keine Lösung.                                                                                                  |
| 83                | 2                          | {\displaystyle 42^{2}-41^{2}=83} {\displaystyle 3^{9}-140^{2}=83} | {\displaystyle 1681} {\displaystyle 19600}                                                                                  |
| 84                | 2                          | {\displaystyle 10^{2}-2^{4}=84} {\displaystyle 22^{2}-20^{2}=84} | {\displaystyle 16} {\displaystyle 400}                                                                                      |
| 85                | 2                          | {\displaystyle 11^{2}-6^{2}=85} {\displaystyle 43^{2}-42^{2}=85} | {\displaystyle 36} {\displaystyle 1764}                                                                                     |
| 86                | Es existiert keine Lösung. | Es existiert keine Lösung. | Es existiert keine Lösung.                                                                                                  |
| 87                | 3                          | {\displaystyle 2^{8}-13^{2}=87} {\displaystyle 7^{3}-2^{8}=87} {\displaystyle 44^{2}-43^{2}=87} | {\displaystyle 169} {\displaystyle 256} {\displaystyle 1849}                                                                |
| 88                | 3                          | {\displaystyle 13^{2}-3^{4}=88} {\displaystyle 6^{3}-2^{7}=88} {\displaystyle 23^{2}-21^{2}=88} | {\displaystyle 81} {\displaystyle 128} {\displaystyle 441}                                                                  |
| 89                | 6                          | {\displaystyle 11^{2}-2^{5}=89} {\displaystyle 5^{3}-6^{2}=89} {\displaystyle 33^{2}-10^{3}=89} {\displaystyle 45^{2}-44^{2}=89} {\displaystyle 91^{2}-2^{13}=89} {\displaystyle 408^{2}-55^{3}=89} | {\displaystyle 32} {\displaystyle 36} {\displaystyle 1000} {\displaystyle 1936} {\displaystyle 8192} {\displaystyle 166375} |
| 90                | Es existiert keine Lösung. | Es existiert keine Lösung. | Es existiert keine Lösung.                                                                                                  |
| 91                | 3                          | {\displaystyle 10^{2}-3^{2}=91} {\displaystyle 6^{3}-5^{3}=91} {\displaystyle 46^{2}-45^{2}=91} | {\displaystyle 9} {\displaystyle 125} {\displaystyle 2025}                                                                  |
| 92                | 4                          | {\displaystyle 10^{2}-2^{3}=92} {\displaystyle 2^{7}-6^{2}=92} {\displaystyle 24^{2}-22^{2}=92} {\displaystyle 2^{13}-90^{2}=92}                                                                    | {\displaystyle 8} {\displaystyle 36} {\displaystyle 484} {\displaystyle 8100}                                               |
| 93                | 4                          | {\displaystyle 5^{3}-2^{5}=93} {\displaystyle 17^{2}-14^{2}=93} {\displaystyle 47^{2}-46^{2}=93} {\displaystyle 130^{2}-7^{5}=93}                                                                   | {\displaystyle 32} {\displaystyle 196} {\displaystyle 2116} {\displaystyle 16807}                                           |
| 94                | 2                          | {\displaystyle 11^{2}-3^{3}=94} {\displaystyle 421^{2}-3^{11}=94} | {\displaystyle 27} {\displaystyle 177147}                                                                                   |
| 95                | 4                          | {\displaystyle 12^{2}-7^{2}=95} {\displaystyle 6^{3}-11^{2}=95} {\displaystyle 48^{2}-47^{2}=95} {\displaystyle 6^{7}-23^{4}=95}                                                                    | {\displaystyle 49} {\displaystyle 121} {\displaystyle 2209} {\displaystyle 279841}                                          |
| 96                | 5                          | {\displaystyle 10^{2}-2^{2}=96} {\displaystyle 11^{2}-5^{2}=96} {\displaystyle 2^{7}-2^{5}=96} {\displaystyle 14^{2}-10^{2}=96} {\displaystyle 5^{4}-23^{2}=96}                                     | {\displaystyle 4} {\displaystyle 25} {\displaystyle 32} {\displaystyle 100} {\displaystyle 529}                             |
| 97                | 3                          | {\displaystyle 15^{2}-2^{7}=97} {\displaystyle 7^{4}-48^{2}=97} {\displaystyle 77^{2}-18^{3}=97} | {\displaystyle 128} {\displaystyle 2304} {\displaystyle 5832}                                                               |
| 98                | 2                          | {\displaystyle 5^{3}-3^{3}=98} {\displaystyle 21^{2}-7^{3}=98} | {\displaystyle 27} {\displaystyle 343}                                                                                      |
| 99                | 4                          | {\displaystyle 10^{2}-1^{q}=99} {\displaystyle 3^{5}-12^{2}=99} {\displaystyle 18^{2}-15^{2}=99} {\displaystyle 50^{2}-7^{4}=99}                                                                    | {\displaystyle 1} {\displaystyle 144} {\displaystyle 225} {\displaystyle 2401}                                              |

| {\displaystyle n} | Anz. der Lsg.              | {\displaystyle x^{p}-y^{q}=n} (als Potenz) | {\displaystyle y^{q}} (als Zahl) |
| ----------------- | -------------------------- | --- | --- |
| 100               | 10                         | {\displaystyle 5^{3}-5^{2}=100} {\displaystyle 15^{2}-5^{3}=100} {\displaystyle 7^{3}-3^{5}=100} {\displaystyle 26^{2}-24^{2}=100} {\displaystyle 10^{3}-30^{2}=100} {\displaystyle 5^{5}-55^{2}=100} {\displaystyle 90^{2}-20^{3}=100} {\displaystyle 118^{2}-24^{3}=100} {\displaystyle 34^{3}-198^{2}=100} {\displaystyle 137190^{2}-2660^{3}=100} | {\displaystyle 25} {\displaystyle 125} {\displaystyle 243} {\displaystyle 576} {\displaystyle 900} {\displaystyle 3025} {\displaystyle 8000} {\displaystyle 13824} {\displaystyle 39204} {\displaystyle 18821096000} |
| 101               | 3                          | {\displaystyle 2^{7}-3^{3}=101} {\displaystyle 51^{2}-50^{2}=101} {\displaystyle 926^{2}-95^{3}=101} | {\displaystyle 27} {\displaystyle 2500} {\displaystyle 857375} |
| 102               | Es existiert keine Lösung. | Es existiert keine Lösung. | Es existiert keine Lösung. |
| 103               | 2                          | {\displaystyle 2^{7}-5^{2}=103} {\displaystyle 52^{2}-51^{2}=103} | {\displaystyle 25} {\displaystyle 2601} |
| 104               | 4                          | {\displaystyle 15^{2}-11^{2}=104} {\displaystyle 3^{6}-5^{4}=104} {\displaystyle 30^{3}-164^{2}=104} {\displaystyle 42^{3}-272^{2}=104} | {\displaystyle 121} {\displaystyle 625} {\displaystyle 26896} {\displaystyle 73984} |
| 105               | 4                          | {\displaystyle 11^{2}-2^{4}=105} {\displaystyle 13^{2}-2^{6}=105} {\displaystyle 19^{2}-2^{8}=105} {\displaystyle 53^{2}-52^{2}=105} | {\displaystyle 16} {\displaystyle 64} {\displaystyle 256} {\displaystyle 2704} |
| 106               | 2                          | {\displaystyle 11^{3}-35^{2}=106} {\displaystyle 59^{2}-15^{3}=106} | {\displaystyle 1225} {\displaystyle 3375} |
| 107               | 3                          | {\displaystyle 48^{2}-13^{3}=107} {\displaystyle 54^{2}-53^{2}=107} {\displaystyle 143^{3}-1710^{2}=107} | {\displaystyle 2197} {\displaystyle 2809} {\displaystyle 2924100} |
| 108               | 4                          | {\displaystyle 12^{2}-6^{2}=108} {\displaystyle 18^{2}-6^{3}=108} {\displaystyle 28^{2}-26^{2}=108} {\displaystyle 7002^{2}-366^{3}=108} | {\displaystyle 36} {\displaystyle 216} {\displaystyle 676} {\displaystyle 49027896} |
| 109               | 3                          | {\displaystyle 5^{3}-2^{4}=109} {\displaystyle 55^{2}-54^{2}=109} {\displaystyle 145^{3}-1746^{2}=109} | {\displaystyle 16} {\displaystyle 2916} {\displaystyle 3048516} |
| 110               | Es existiert keine Lösung. | Es existiert keine Lösung. | Es existiert keine Lösung. |
| 111               | 2                          | {\displaystyle 20^{2}-17^{2}=111} {\displaystyle 56^{2}-55^{2}=111} | {\displaystyle 289} {\displaystyle 3025} |
| 112               | 8                          | {\displaystyle 11^{2}-3^{2}=112} {\displaystyle 2^{7}-2^{4}=112} {\displaystyle 12^{2}-2^{5}=112} {\displaystyle 2^{8}-12^{2}=112} {\displaystyle 2^{9}-20^{2}=112} {\displaystyle 29^{2}-3^{6}=112} {\displaystyle 2^{11}-44^{2}=112} {\displaystyle 2^{19}-724^{2}=112}                                                                             | {\displaystyle 9} {\displaystyle 16} {\displaystyle 32} {\displaystyle 144} {\displaystyle 400} {\displaystyle 729} {\displaystyle 1936} {\displaystyle 524176}                                                      |
| 113               | 6                          | {\displaystyle 11^{2}-2^{3}=113} {\displaystyle 5^{4}-2^{9}=113} {\displaystyle 38^{2}-11^{3}=113} {\displaystyle 57^{2}-56^{2}=113} {\displaystyle 133^{2}-26^{3}=113} {\displaystyle 8669^{2}-422^{3}=113} | {\displaystyle 8} {\displaystyle 512} {\displaystyle 1331} {\displaystyle 3136} {\displaystyle 17576} {\displaystyle 75151448}                                                                                       |
| 114               | Es existiert keine Lösung. | Es existiert keine Lösung. | Es existiert keine Lösung. |
| 115               | 3                          | {\displaystyle 14^{2}-3^{4}=115} {\displaystyle 3^{5}-2^{7}=115} {\displaystyle 58^{2}-57^{2}=115} | {\displaystyle 81} {\displaystyle 128} {\displaystyle 3249} |

Anzahl der Lösungen
Jeweils größte Anzahl von Lösungen (bei der Suche bis {\displaystyle 2^{64}}):
| n | Lsg. | n   | Lsg. | n    | Lsg. |
| - | ---- | --- | ---- | ---- | ---- |
| 1 | 1    | 17  | 7    | 1792 | 14   |
| 3 | 2    | 100 | 10   | 2160 | 15   |
| 4 | 3    | 207 | 12   | 2880 | 16   |
| 7 | 5    | 225 | 13   | 4032 | 17   |

|          | 01 | 02 | 03 | 04 | 05 | 06 | 07 | 08 | 09 | 10 | 11 | 12 | 13 | 14 | 15 | 16 | 17 | 18 | 19 | 20 | 21 | 22 | 23 | 24 | 25 | 26 | 27 | 28 | 29 | 30 | 31 | 32 | 33 | 34 | 35 | 36 | 37 | 38 | 39 | 40 | 41 | 42 | 43 | 44 | 45 | 46 | 47 | 48 | 49 | 50 |
| -------- | -- | -- | -- | -- | -- | -- | -- | -- | -- | -- | -- | -- | -- | -- | -- | -- | -- | -- | -- | -- | -- | -- | -- | -- | -- | -- | -- | -- | -- | -- | -- | -- | -- | -- | -- | -- | -- | -- | -- | -- | -- | -- | -- | -- | -- | -- | -- | -- | -- | -- |
| 1…50     | 1  | 1  | 2  | 3  | 2  | –  | 5  | 3  | 4  | 1  | 4  | 2  | 3  | –  | 3  | 3  | 7  | 3  | 5  | 2  | 2  | 2  | 4  | 5  | 2  | 3  | 3  | 7  | 1  | 1  | 2  | 4  | 2  | –  | 3  | 2  | 3  | 1  | 4  | 4  | 3  | –  | 1  | 3  | 4  | 1  | 6  | 4  | 3  | 0  |
| 51…100   | 2  | 1  | 2  | 2  | 3  | 4  | 3  | –  | 1  | 4  | 2  | –  | 4  | 4  | 4  | –  | 2  | 5  | 2  | –  | 4  | 4  | 6  | 2  | 3  | 3  | 2  | –  | 4  | 4  | 4  | –  | 2  | 2  | 2  | –  | 3  | 3  | 6  | –  | 3  | 4  | 4  | 2  | 4  | 5  | 3  | 2  | 4  | 10 |
| 101…150  | 3  | –  | 2  | 4  | 4  | 2  | 3  | 4  | 3  | –  | 2  | 8  | 6  | –  | 3  | 5  | 6  | 3  | 4  | 5  | 3  | 1  | 2  | 4  | 2  | 1  | 3  | 6  | 2  | –  | 2  | 2  | 2  | –  | 7  | 3  | 2  | 1  | 3  | 2  | 4  | 1  | 4  | 5  | 5  | 1  | 5  | 3  | 2  | 1  |
| 151…200  | 3  | 5  | 3  | 1  | 3  | 3  | 2  | –  | 3  | 4  | 6  | 2  | 2  | 4  | 4  | 1  | 2  | 5  | 5  | 1  | 4  | 3  | 1  | 3  | 4  | 3  | 2  | –  | 2  | 5  | 1  | –  | 2  | 5  | 2  | 2  | 2  | 3  | 5  | 1  | 4  | 6  | 3  | 1  | 4  | 3  | 2  | 3  | 4  | 5  |
| 201…250  | 2  | –  | 2  | 3  | 2  | –  | 12 | 5  | 3  | –  | 2  | 3  | 2  | 1  | 5  | 7  | 6  | 2  | 2  | 3  | 2  | 1  | 2  | 6  | 13 | –  | 2  | 2  | 2  | –  | 4  | 2  | 5  | 1  | 4  | 3  | 2  | –  | 4  | 6  | 2  | 3  | 4  | 4  | 3  | –  | 2  | 4  | 3  | 2  |
| 251…300  | 3  | 6  | 2  | –  | 4  | 6  | 2  | –  | 2  | 3  | 4  | 2  | 1  | 4  | 2  | –  | 2  | 2  | 3  | 1  | 4  | 6  | 4  | –  | 5  | 2  | 3  | –  | 4  | 4  | 4  | 1  | 1  | 4  | 4  | 2  | 3  | 6  | 3  | –  | 2  | 3  | 2  | 2  | 2  | 4  | 10 | 1  | 3  | 3  |
| 301…350  | 3  | –  | 3  | 3  | 2  | –  | 5  | 3  | 2  | –  | 2  | 4  | 4  | –  | 6  | 9  | 1  | 1  | 2  | 6  | 2  | –  | 2  | 4  | 3  | –  | 3  | 2  | 4  | –  | 2  | 1  | 6  | 2  | 3  | 6  | 2  | 1  | 3  | 3  | 3  | 1  | 7  | 2  | 4  | 2  | 1  | 3  | 1  | 2  |
| 351…400  | 4  | 4  | 5  | 1  | 3  | 5  | 4  | –  | 4  | 8  | 1  | 2  | 3  | 4  | 2  | 2  | 2  | 11 | 4  | 1  | 3  | 2  | 2  | –  | 5  | 2  | 5  | –  | 1  | 4  | 3  | 1  | 1  | 7  | 4  | 1  | 4  | 6  | 2  | –  | 4  | 5  | 2  | –  | 2  | 4  | 2  | –  | 4  | 4  |
| 401…450  | 2  | –  | 2  | 3  | 6  | 1  | 2  | 4  | 4  | –  | 2  | 3  | 2  | 3  | 3  | 6  | 2  | –  | 1  | 4  | 2  | –  | 6  | 5  | 4  | –  | 3  | 1  | 4  | –  | 9  | 7  | 7  | –  | 4  | 1  | 2  | –  | 2  | 6  | 6  | –  | 2  | 3  | 2  | –  | 3  | 10 | 3  | 0  |
| 451…500  | 3  | 3  | 2  | –  | 5  | 4  | 3  | –  | 8  | 3  | 1  | –  | 2  | 5  | 4  | –  | 1  | 3  | 4  | –  | 4  | 2  | 2  | –  | 4  | 5  | 4  | –  | 1  | 9  | 4  | –  | 4  | 1  | 4  | 1  | 2  | 3  | 3  | 1  | 1  | 3  | 2  | –  | 7  | 7  | 4  | 1  | 2  | 3  |
| 501…550  | 2  | 1  | 9  | 7  | 5  | 3  | 4  | 5  | 1  | –  | 4  | 6  | 6  | –  | 3  | 8  | 3  | 1  | 3  | 4  | 5  | –  | 1  | 3  | 6  | –  | 3  | 7  | 1  | –  | 4  | 2  | 2  | –  | 5  | 2  | 4  | –  | 3  | 5  | 2  | –  | 2  | 6  | 3  | 1  | 3  | 5  | 4  | 1  |
| 551…600  | 4  | 4  | 4  | –  | 4  | 2  | 4  | –  | 3  | 6  | 4  | –  | 2  | 2  | 2  | 1  | 5  | 8  | 1  | –  | 1  | 3  | 2  | 1  | 4  | 10 | 2  | –  | 2  | 3  | 2  | 1  | 3  | 2  | 6  | 1  | 3  | 4  | 3  | –  | 2  | 3  | 5  | 1  | 4  | 3  | 3  | 2  | 2  | 8  |
| 601…650  | 2  | 2  | 3  | 4  | 4  | –  | 1  | 5  | 4  | –  | 2  | 5  | 1  | –  | 5  | 4  | 3  | 3  | 1  | 3  | 4  | 3  | 3  | 6  | 5  | –  | 4  | 2  | 2  | –  | 4  | 2  | 3  | –  | 3  | 3  | 3  | 1  | 7  | 6  | 1  | –  | 1  | 5  | 4  | –  | 2  | 10 | 6  | 0  |
| 651…700  | 4  | 2  | 1  | –  | 3  | 6  | 5  | –  | 3  | 4  | 1  | –  | 5  | 2  | 5  | 1  | 3  | 2  | 2  | –  | 3  | 8  | 3  | 2  | 6  | 7  | 1  | 1  | 3  | 5  | 5  | –  | 2  | 5  | 2  | 1  | 2  | 5  | 2  | –  | 1  | 2  | 6  | 1  | 2  | 6  | 4  | –  | 2  | 3  |
| 701…750  | 2  | 3  | 3  | 7  | 4  | 2  | 2  | 2  | 1  | 1  | 4  | 3  | 4  | –  | 4  | 3  | 3  | 2  | 4  | 10 | 5  | –  | 2  | 2  | 3  | 1  | 2  | 6  | 5  | 1  | 2  | 5  | 1  | 1  | 7  | 4  | 4  | –  | 2  | 4  | 4  | –  | 2  | 5  | 4  | 1  | 4  | 3  | 2  | 0  |
| 751…800  | 2  | 5  | 3  | –  | 5  | 5  | 4  | –  | 4  | 5  | 2  | –  | 2  | 3  | 6  | 2  | 4  | 8  | 3  | –  | 2  | 3  | 1  | 1  | 13 | 4  | 4  | –  | 2  | 4  | 3  | 2  | 4  | 7  | 3  | –  | 1  | 1  | 2  | –  | 3  | 7  | 3  | –  | 4  | 2  | 2  | –  | 2  | 7  |
| 801…850  | 4  | 2  | 2  | 6  | 4  | 1  | 3  | 4  | 2  | –  | 1  | 3  | 3  | 1  | 2  | 6  | 4  | 1  | 7  | 2  | 2  | –  | 2  | 3  | 6  | –  | 1  | 10 | 2  | –  | 4  | 6  | 6  | 1  | 2  | 6  | 4  | 1  | 1  | 8  | 3  | –  | 2  | 2  | 3  | 2  | 9  | 3  | 4  | 2  |
| 851…900  | 2  | 2  | 1  | –  | 6  | 6  | 3  | –  | 2  | 2  | 4  | –  | 2  | 8  | 2  | 2  | 3  | 5  | 2  | –  | 2  | 3  | 11 | –  | 7  | 3  | 1  | 1  | 3  | 6  | 1  | 3  | 1  | 2  | 6  | –  | 3  | 7  | 3  | 2  | 7  | 7  | 2  | 1  | 4  | 7  | 4  | –  | 4  | 6  |
| 901…950  | 4  | –  | 4  | 2  | 2  | 1  | 1  | 2  | 3  | –  | 1  | 6  | 3  | 2  | 4  | 2  | 3  | –  | 3  | 5  | 3  | –  | 2  | 5  | 3  | –  | 5  | 5  | 2  | 1  | 6  | 4  | 2  | 1  | 5  | 8  | 2  | 1  | 3  | 5  | 1  | –  | 2  | 8  | 9  | –  | 1  | 2  | 3  | 0  |
| 951…1000 | 3  | 4  | 3  | 2  | 2  | 1  | 4  | –  | 3  | 11 | 2  | 1  | 3  | 8  | 2  | –  | 3  | 5  | 4  | 1  | 4  | 4  | 5  | 1  | 8  | 4  | 3  | –  | 2  | 8  | 4  | 1  | 1  | 6  | 3  | –  | 4  | 4  | 2  | –  | 3  | 6  | 2  | –  | 2  | 4  | 2  | –  | 10 | 5  |